# Marco Revelli
Marco Revelli (Cuneo, 3 de diciembre de 1947) es un historiador y sociólogo italiano, hijo del escritor y partisano Nuto Revelli. Sus artículos de opinión aparecen a menudo en el periódico comunista Il manifesto.

## Labor académica
Marco Revelli es catedrático de Ciencia Política, Sistemas Políticos y Administrativos Comparados y Teoría de las Administraciones y Políticas Públicas de la Facultad de Ciencias Políticas de la Universidad del Piamonte Oriental «Amedeo Avogadro». Se ha ocupado especialmente del análisis de los procesos productivos del fordismo, post-fordismo, la globalización económica, la «cultura de derechas» y, en general, de las formas políticas del siglo XX.
Es, junto a Scipione Guarracino y Peppino Ortoleva, coautor de unos de manuales escolares sobre Historia Medieval, Moderna y Contemporánea (Bruno Mondadori, 1993), muy populares en Italia.

## Acción política y periodística
A finales de la década de 1990 fue uno de los fundadores del mensuario y después semanario Carta dei Cantieri sociali.
Junto a otras personalidades internacionales como Giorgio Cremaschi, Gino Strada, Noam Chomsky o Ken Loach, promovió un manifiesto de solidaridad con el senador de Refundación Comunista Franco Turigliatto, expulsado de su partido por no haber apoyado una moción sobre la política exterior de Romano Prodi.

## Publicaciones de Marco Revelli

### Libros en italiano
- Operai senza politica, a cura di e con Brunello Mantelli, Roma, Savelli, 1979.
- I 35 giorni alla Fiat. Testo del pubblico dibattito tenuto a Calvatone presso la Biblioteca Comunale il 21 novembre 1980, con operai FIAT-Torino e operai FIAT-OM-Brescia, Piadena, Lega di cultura di Piadena, 1981.
- Storia dell'età contemporanea, con Peppino Ortoleva, Milano, Edizioni scolastiche B. Mondadori, 1982.
- La società contemporanea, con Peppino Ortoleva, Milano, Edizioni scolastiche B. Mondadori, 1983.
- La cultura della destra radicale, Milano, Franco Angeli, 1985.
- L'età delle rivoluzioni, con Scipione Guarracino e Peppino Ortoleva, Milano, Edizioni scolastiche B. Mondadori, 1987.
- Cicerone, sant'Agostino, san Tommaso, Torino, Giappichelli, 1989.
- Lavorare in Fiat, Milano, Garzanti, 1989. ISBN 88-11-65680-X.
- Teorie della burocrazia. Da Hegel a Weber, Alessandria, WR-Università, 1991; Pavia, Iuculano, 1992. ISBN 88-7072-212-0.
- Fiat: i relegati di reparto, con Gabriele Polo, Roma, Erre emme, 1992. ISBN 88-85378-34-X.
- Introduzione alla scienza politica, Pavia, Iuculano, 1992. ISBN 88-7072-213-9.
- La fiera dell'Est. Un imprenditore italiano nella Russia che cambia, con Galliano Rotelli, Milano, Feltrinelli, 1993. ISBN 88-07-12007-0.
- Fascismo, antifascismo. Le idee, le identità, con Giovanni De Luna, Firenze, La Nuova Italia, 1995. ISBN 88-221-1583-X.
- La destra nazionale. Un manuale per capire, un saggio per riflettere, Milano, Il Saggiatore, 1996. ISBN 88-428-0340-5.
- Le due destre. Le derive politiche del postfordismo, Torino, Bollati Boringhieri, 1996. ISBN 88-339-0972-7.
- La sinistra sociale. Oltre la civiltà del lavoro, Torino, Bollati Boringhieri, 1997. ISBN 88-339-1049-0.
- Putney. Alle radici della democrazia moderna. Il dibattito tra i protagonisti della rivoluzione inglese, a cura di, Milano, Baldini & Castoldi, 1997. ISBN 88-8089-224-X.
- Lo stato della globalizzazione. Saggi, con Pino Tripodi, Milano, Libro del Leoncavallo, 1998. ISBN 88-87175-08-X.
- Liberismo o libertà. Dialoghi su capitalismo globale e crisi sociale, con Giorgio Cremaschi, Roma, Editori Riuniti, 1998. ISBN 88-359-4422-8.
- Storia fotografica dell'industria automobilistica italiana, a cura di e con Pierluigi Bassignana e Adriana Castagnoli, Torino, Bollati Boringhieri, 1998. ISBN 88-339-1106-3.
- Fuori luogo. Cronache da un campo rom, Torino, Bollati Boringhieri, 1999. ISBN 88-339-1173-X.
- Oltre il Novecento. La politica, le ideologie e le insidie del lavoro, Torino, Einaudi, 2001. ISBN 88-06-15620-9.
- La politica perduta, Torino, Einaudi, 2003. ISBN 88-06-16704-9.
- Nonviolenza. Le ragioni del pacifismo, con Fausto Bertinotti e Lidia Menapace, Roma, Fazi, 2004. ISBN 88-8112-588-9.
- Alla ricerca della politica. Tracce di un altro mondo possibile nell'epoca delle fini, a cura di e con Giorgio Barberis, Milano, Guerini, 2005.
- Sulla fine della politica. Tracce di un altro mondo possibile, con Giorgio Barberis, Milano, Guerini, 2005. ISBN 88-8335-698-5.
- Carta d'identità. Cronache d'inizio secolo. 1998-2005, Napoli-Roma, Intra Moenia-Carta, 2005. ISBN 88-7421-055-8.
- Paranoia e politica, a cura di e con Simona Forti, Torino, Bollati Boringhieri, 2007. ISBN 978-88-339-1824-2.
- Sinistra Destra. L'identità smarrita, Roma-Bari, Laterza, 2007. ISBN 978-88-420-8325-2.
- Controcanto. [Sulla caduta dell'altra Italia], Milano, Chiarelettere, 2010. ISBN 978-88-6190-100-1.
- Poveri, noi, Torino, Einaudi, 2010. ISBN 978-88-06-20312-2.
- I demoni del potere, Roma-Bari, Laterza, 2012. ISBN 978-88-420-9536-1.
- Non solo un treno... La democrazia alla prova della Val Susa, con Livio Pepino, Torino, Edizioni Gruppo Abele, 2012. ISBN 978-88-6579-026-7.
- Finale di partito, Torino, Einaudi, 2013. ISBN 978-88-06-21554-5.
- Post-Sinistra, Roma-Bari, Laterza, 2014. ISBN 978-88-581-1166-6.
- La lotta di classe esiste e l'hanno vinta i ricchi. Vero!, Roma-Bari, Laterza, 2014. ISBN 978-88-581-1107-9.
- Il vento di Adriano. La comunità concreta di Olivetti tra non più e non ancora, con Aldo Bonomi, Alberto Magnaghi, DeriveApprodi (collana Coprifuoco), 2015.
- Dentro e contro. Quando il populismo è di governo, Laterza (collana I Robinson. Letture), 2015.
- Non ti riconosco. Un viaggio eretico nell'Italia che cambia, Einaudi (collana Frontiere Einaudi), 2016.
- Populismo 2.0, Einaudi, 2017. ISBN 978-88-06-23336-5

### Traducciones al español
- 2002 - Más allá del siglo XX: la política, las ideologías y las asechanzas del trabajo. Traducción: Marco Barberi y María del Mar Portillo Ramírez. Mataró: El Viejo Topo. ISBN 978-84-95776-42-6
- 2008 - La política perdida. Traducción: Gerardo Pisarello y Antonio de Cabo. Madrid: Trotta. ISBN 978-84-8164-997-0
- 2015 - Postizquierda. ¿Qué queda de la política en el mundo globalizado?, Editorial Trotta, ISBN 978-84-9879-579-0[1]

### Artículos
- Marco Revelli en Il Manifesto Archivado el 3 de marzo de 2018 en Wayback Machine.
- El invisible pueblo de los nuevos pobres, En Campo Abierto, 2013